# Даніель Алехандро Лопес
Даніель Алехандро Лопес (ісп. Daniel Alejandro López; нар. 3 липня 1989) — колишній парагвайський тенісист.
Найвищу одиночну позицію світового рейтингу — 540 місце досяг 7 червня 2010, парну — 322 місце — 15 серпня 2011 року.

## Фінали ATP Челленджер і ITF Ф'ючерс

### Одиночний розряд: 4 (0–4)
| Легенда              |
| -------------------- |
| ATP Челленджер (0–0) |
| ITF Ф'ючерс (0–4)    |

| Фінали за покриттям |
| ------------------- |
| Тверде (0–0)        |
| Ґрунт (0–4)         |
| Трава (0–0)         |
| Килим (0–0)         |

| Результат | В-П | Дата     | Турнір                | Рівень  | Покриття | Суперник                 | Рахунок       |
| --------- | --- | -------- | --------------------- | ------- | -------- | ------------------------ | ------------- |
| Поразка   | 0–1 | Лип 2008 | Парагвай F2, Lambare  | Ф'ючерс | Ґрунт    | Хуан-Пабло Амадо         | 6–1, 1–6, 1–6 |
| Поразка   | 0–2 | Вер 2008 | Болівія F2, Кочабамба | Ф'ючерс | Ґрунт    | Гонсало Тур              | 4–6, 4–6      |
| Поразка   | 0–3 | Кві 2010 | Бразилія F3, Бразиліа | Ф'ючерс | Ґрунт    | Жонатан Ейссерік         | 6–4, 3–6, 3–6 |
| Поразка   | 0–4 | Лип 2011 | Чилі F5, Ікіке        | Ф'ючерс | Ґрунт    | Гастон-Артуро Грімоліцці | 4–6, 2–6      |

### Парний розряд: 14 (6–8)
| Легенда              |
| -------------------- |
| ATP Челленджер (0–0) |
| ITF Ф'ючерс (6–8)    |

| Фінали за покриттям |
| ------------------- |
| Тверде (0–0)        |
| Ґрунт (6–8)         |
| Трава (0–0)         |
| Килим (0–0)         |

| Результат | В-П | Дата     | Турнір                      | Рівень  | Покриття | Партнер               | Суперники                                               | Рахунок          |
| --------- | --- | -------- | --------------------------- | ------- | -------- | --------------------- | ------------------------------------------------------- | ---------------- |
| Поразка   | 0–1 | Сер 2007 | Італія F25, Імперія (місто) | Ф'ючерс | Ґрунт    | Маттео Тревізан       | Маттео Марраї Вальтер Трузенді                          | 2–6, 3–6         |
| Перемога  | 1–1 | Чер 2009 | Аргентина F8, Rafaela       | Ф'ючерс | Ґрунт    | Ніколас Пастор        | Мартін Куевас Патрісіо Ерас                             | 6–2, 3–6, [10–6] |
| Поразка   | 1–2 | Вер 2009 | Болівія F2, Кочабамба       | Ф'ючерс | Ґрунт    | Маурісіо Дорія-Медіна | Факундо Баньїс Гільєрмо Каррі                           | 4–6, 6–2, [5–10] |
| Поразка   | 1–3 | Лис 2009 | Чилі F4, Сантьяго           | Ф'ючерс | Ґрунт    | Іван Ендара           | Хорхе Агілар Дієґо Крістін                              | 4–6, 1–6         |
| Перемога  | 2–3 | Лют 2010 | Аргентина F2, Танділь       | Ф'ючерс | Ґрунт    | Мартін Алунд          | Мартін Куевас Херман Гайч                               | 6–3, 6–2         |
| Поразка   | 2–4 | Кві 2010 | Бразилія F3, Бразиліа       | Ф'ючерс | Ґрунт    | Жонатан Ейссерік      | Віктор Майнард Ніколас Сантос                           | 4–6, 4–6         |
| Перемога  | 3–4 | Жов 2010 | Парагвай F1, Lambare        | Ф'ючерс | Ґрунт    | Дієго Галеано         | Маттео Марраї Марко Сімоні                              | 7–6(7–5), 6–2    |
| Перемога  | 4–4 | Жов 2010 | Парагвай F2, Асунсьйон      | Ф'ючерс | Ґрунт    | Дієго Галеано         | Густаво Рамірес Хосе Бенітес                            | 7–6(7–2), 6–4    |
| Перемога  | 5–4 | Лис 2010 | Парагвай F3, Енкарнасьйон   | Ф'ючерс | Ґрунт    | Дієго Галеано         | Філіппо Леонарді Джаммарко Міколані                     | 7–5, 7–6(7–4)    |
| Поразка   | 5–5 | Лис 2010 | Бразилія F34, Фос-ду-Ігуасу | Ф'ючерс | Ґрунт    | Дієго Галеано         | Гільєрме Клезар Андре Гем                               | 1–6, 4–6         |
| Поразка   | 5–6 | Січ 2011 | Бразилія F2, Салвадор       | Ф'ючерс | Ґрунт    | José Benítez          | Аріель Беар Маттео Воланте                              | 3–6, 2–6         |
| Поразка   | 5–7 | Кві 2011 | Бразилія F9, Санта-Марія    | Ф'ючерс | Ґрунт    | Мартін Ріос-Бенітес   | Стівен Діес Роман Веґелі                                | 6–7(5–7), 3–6    |
| Поразка   | 5–8 | Тра 2011 | Бразилія F11, Аракажу       | Ф'ючерс | Ґрунт    | Маурісіо Дорія-Медіна | Стівен Діес Роман Веґелі                                | 1–6, 6–7(0–7)    |
| Перемога  | 6–8 | Тра 2011 | Парагвай F1, Енкарнасьйон   | Ф'ючерс | Ґрунт    | Дієго Галеано         | Крістобаль Сааведра-Корвалан Хоакін-Хесус Монтеферраріо | 7–5, 6–3         |

### Юніорські фінали турнірів Великого шолома

#### Парний розряд: 1 (1 перемога)
| Результат | Рік  | Турнір               | Покриття | Партнер         | Суперники                 | Рахунок               |
| --------- | ---- | -------------------- | -------- | --------------- | ------------------------- | --------------------- |
| Перемога  | 2007 | Вімблдонський турнір | Трава    | Маттео Тревізан | Роман Єбави Мартін Кліжан | 7–6(7–5), 4–6, [10–8] |